# کوارتت آمادئوس
کوارتت آمادئوس (انگلیسی: Amadeus Quartet) یک کوارتت زهی بود که شهرت جهانی داشت و در سال ۱۹۴۷ میلادی بنیان نهاده شد و در سال ۱۹۸۷ میلادی منحل شد.
این گروه بیش از ۲۰۰ اجرای موسیقی، ضبط و منتشر کرد که دربرگیرندهٔ کوارتت‌های کامل لودویگ فان بتهوون، یوهانس برامس و ولفگانگ آمادئوس موتسارت بود. آنها آثاری نیز از فرانتس شوبرت، بلا بارتوک، آنتون بروکنر، بنجامین بریتن اجرا کردند.

## برای مطالعهٔ بیشتر
- Muriel Nissel, Married to the Amadeus: Life with a String Quartet, شابک ‎۱−۹۰۰۳۵۷−۱۲−۷، Giles de la Mare Publishers Limited